# BMW 327
La BMW 327 est une voiture du constructeur allemand BMW produite entre 1937 et 1941.
Le châssis de ce modèle a servi de base pour la conception de la Bristol 400, du constructeur britannique Bristol Cars.

## Châssis et carrosserie

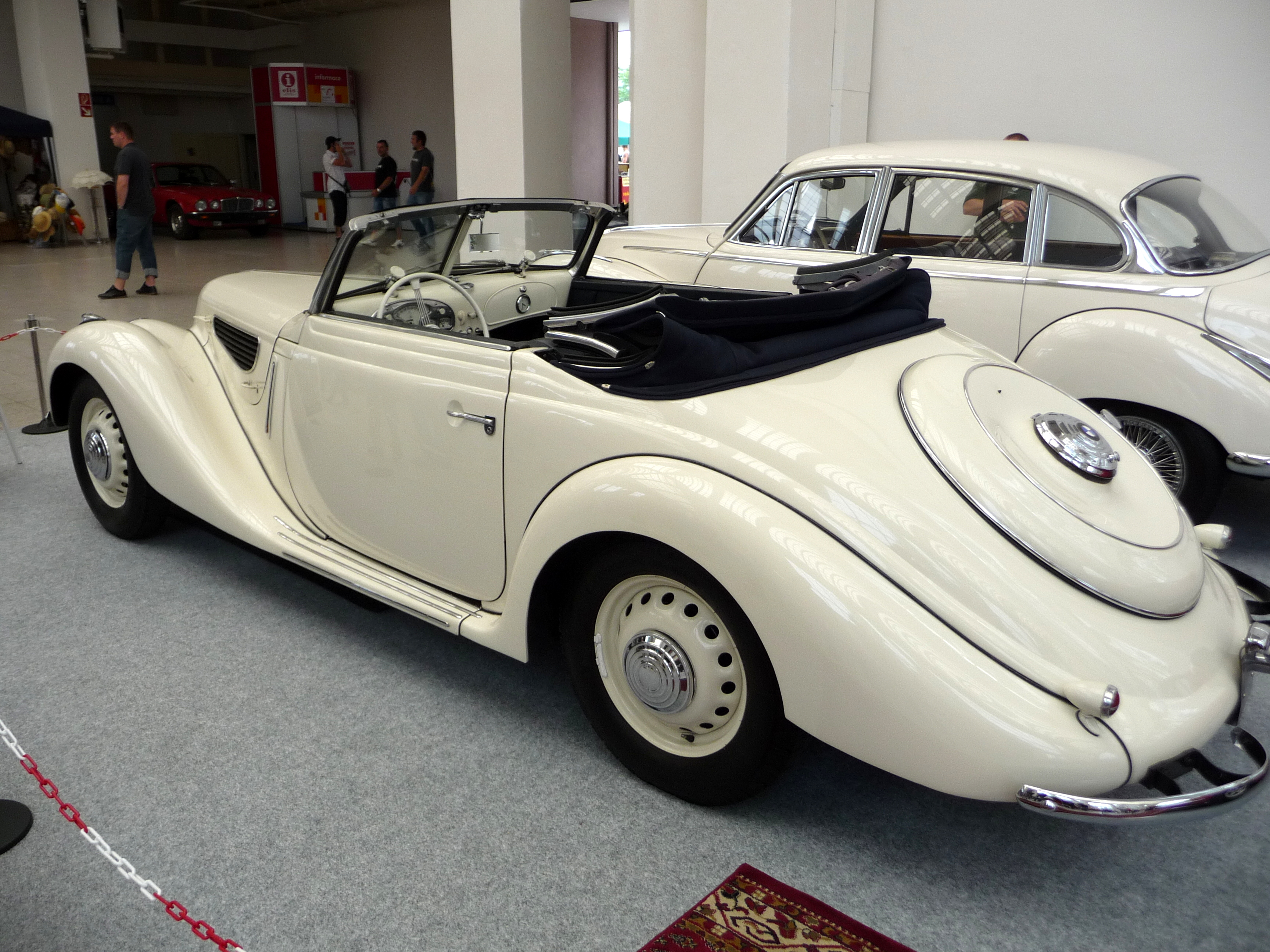
BMW 327 cabriolet

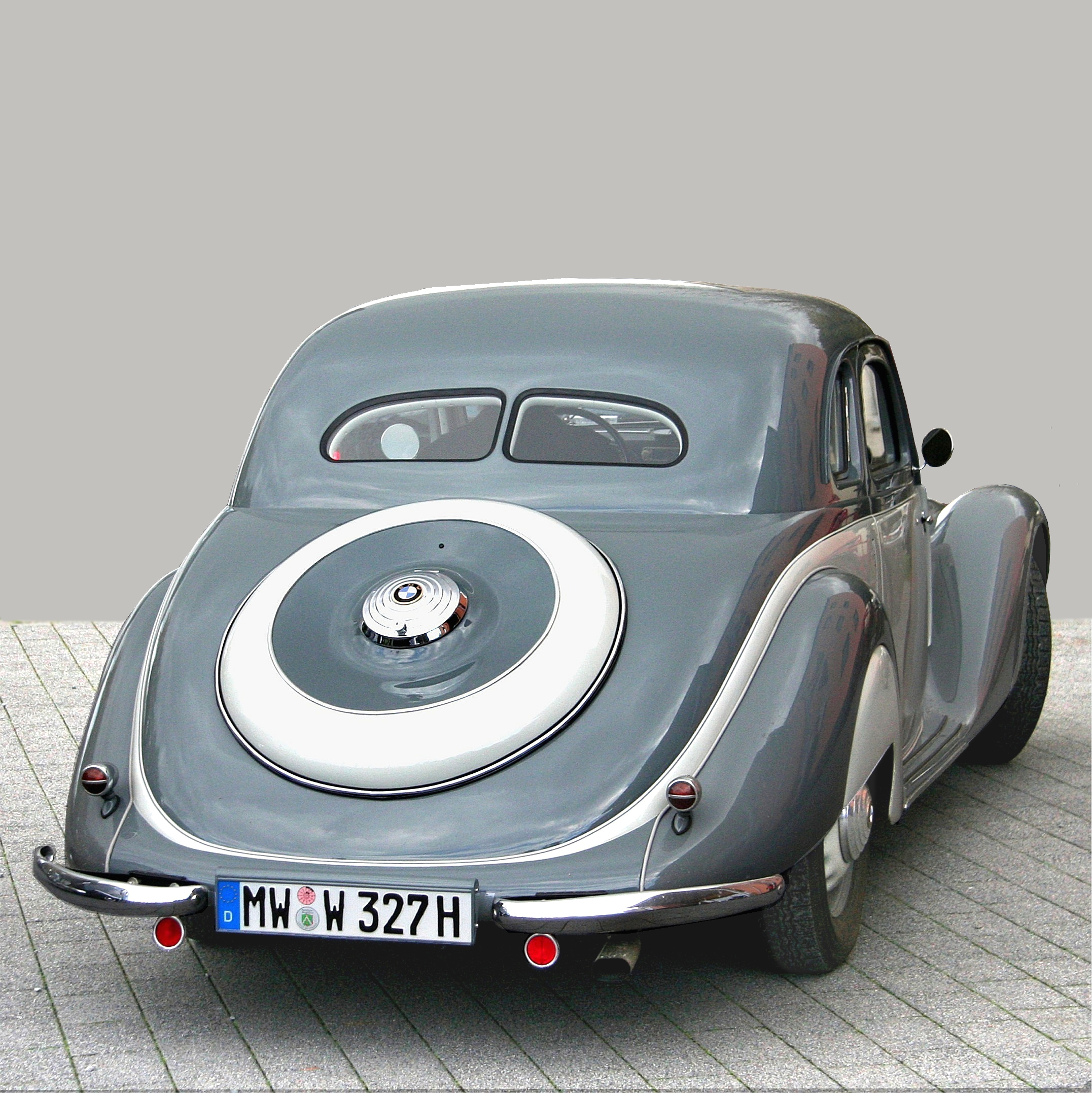
Roue de secours couverte de la BMW 327

La voiture a le même châssis que la berline BMW 326, mais raccourci. Les roues avant sont suspendues à des triangles supérieurs et à un ressort à lames transversal inférieur. A l’arrière, la BMW 327 dispose d’un essieu rigide sur deux ressorts à lames longitudinaux. Le frein à pied agit hydrauliquement sur les quatre roues, le frein à main avec câble de traction sur les roues arrière.
Les articulations des essieux sont lubrifiées via un système de graissage centralisé avec des lignes de 4,75 mm d’épaisseur, que le conducteur doit actionner avec une pédale à l’intérieur environ tous les 30 km sur sol mouillé et 50 km sur sol sec pendant la conduite. Des graisseurs, qui étaient courants à l’époque, n’existaient pas.
En tant que variantes de carrosserie, un cabriolet deux portes 2+2 places était proposé à partir de 1937 et un coupé correspondant en 1938, le tout dans la forme profilée contemporaine de l’époque. Afin de donner au pare-brise une légère forme en coin, il est divisé par une barre au milieu. La lunette arrière du coupé est également en deux parties. La roue de secours, accessible de l’extérieur, est dissimulée à l’arrière. Un petit coffre, sous lequel se trouve le réservoir de carburant, n’est accessible que de l’intérieur. Les portes du cabriolet vont vers l’avant, celles du coupé vers l’arrière.
Les caisses étaient fabriquées selon la méthode de construction composite, courante à l’époque, c’est-à-dire qu’une structure en bois posée sur l’ossature portait la carrosserie extérieur en tôle.

## Moteur et transmission
Le moteur 6 cylindres en ligne avec une cylindrée de 1 971 cm³, installé longitudinalement derrière l’essieu avant, est essentiellement le même que le moteur de la BMW 326. Il a un arbre à cames latéral entraîné par chaîne duplex, des soupapes en tête et deux carburateurs Solex à tirage plat. Cependant, grâce à un taux de compression plus élevé (1:6,3 au lieu de 1:6) et un régime augmenté de 3 750 tr/min à 4 500 tr/min, il délivre 55 ch (40 kW) au lieu de 50 ch (37 kW).
La version plus sportive, la BMW 327/28, avec le moteur a trois carburateurs de la BMW 328 atteint 80 ch (59 kW). Extérieurement, cette variante plus solide ne peut être reconnue que par les roues avec écrous à oreilles à verrouillage central et un compteur de vitesse modifié.
L’embrayage monodisque sec et la boîte de vitesses sont situés derrière le moteur, d’où la puissance est envoyée aux roues arrière via un arbre de transmission. La transmission a quatre vitesses avant et une marche arrière. Seuls les troisième et quatrième rapports sont synchronisés dans la transmission Hurth initiale; la première et la deuxième vitesse ont une roue libre. La boîte de vitesses ZF suivante est entièrement synchronisée. Le levier de vitesses est au milieu de la voiture.

## EMW 327

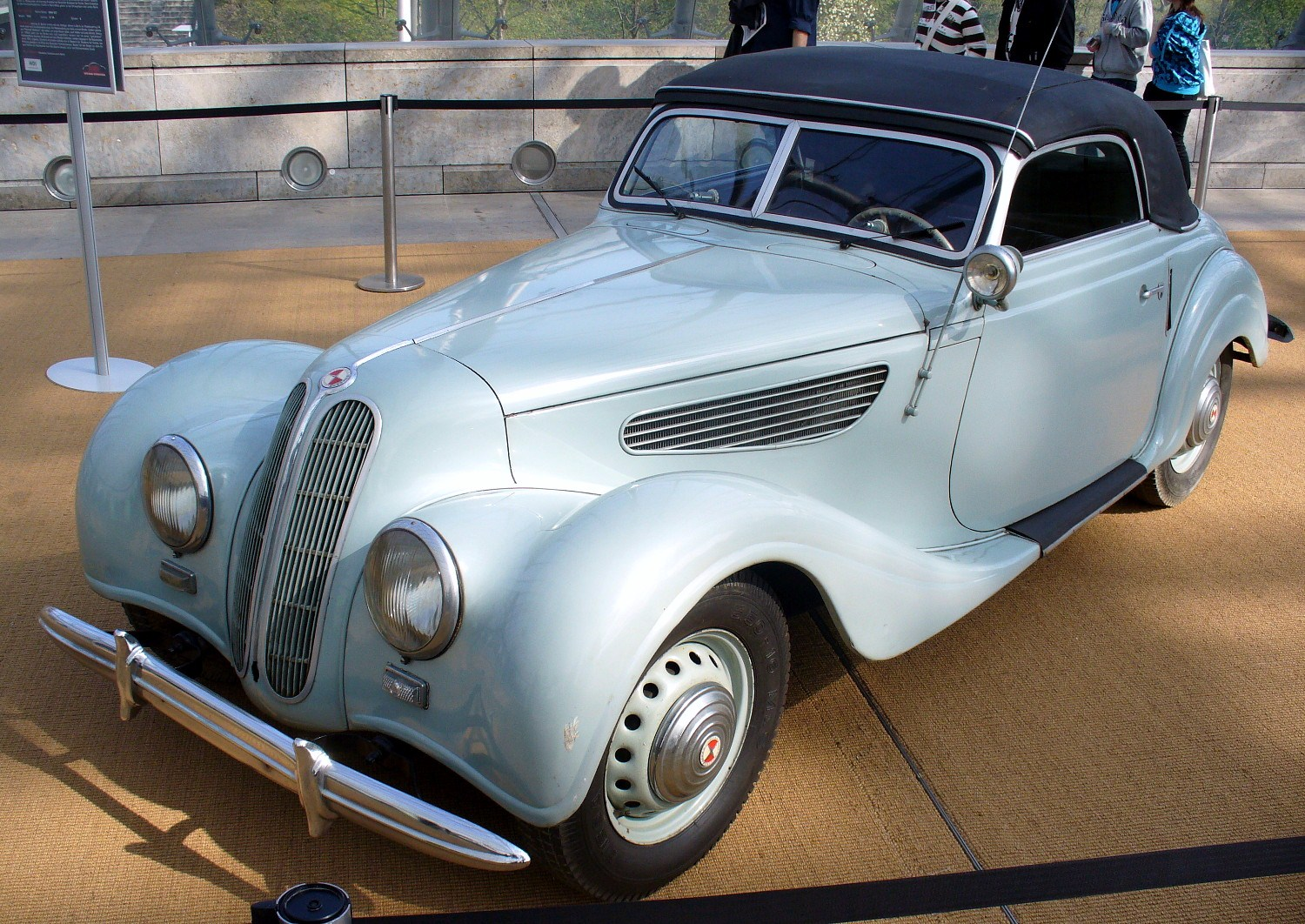
EMW 327 cabriolet

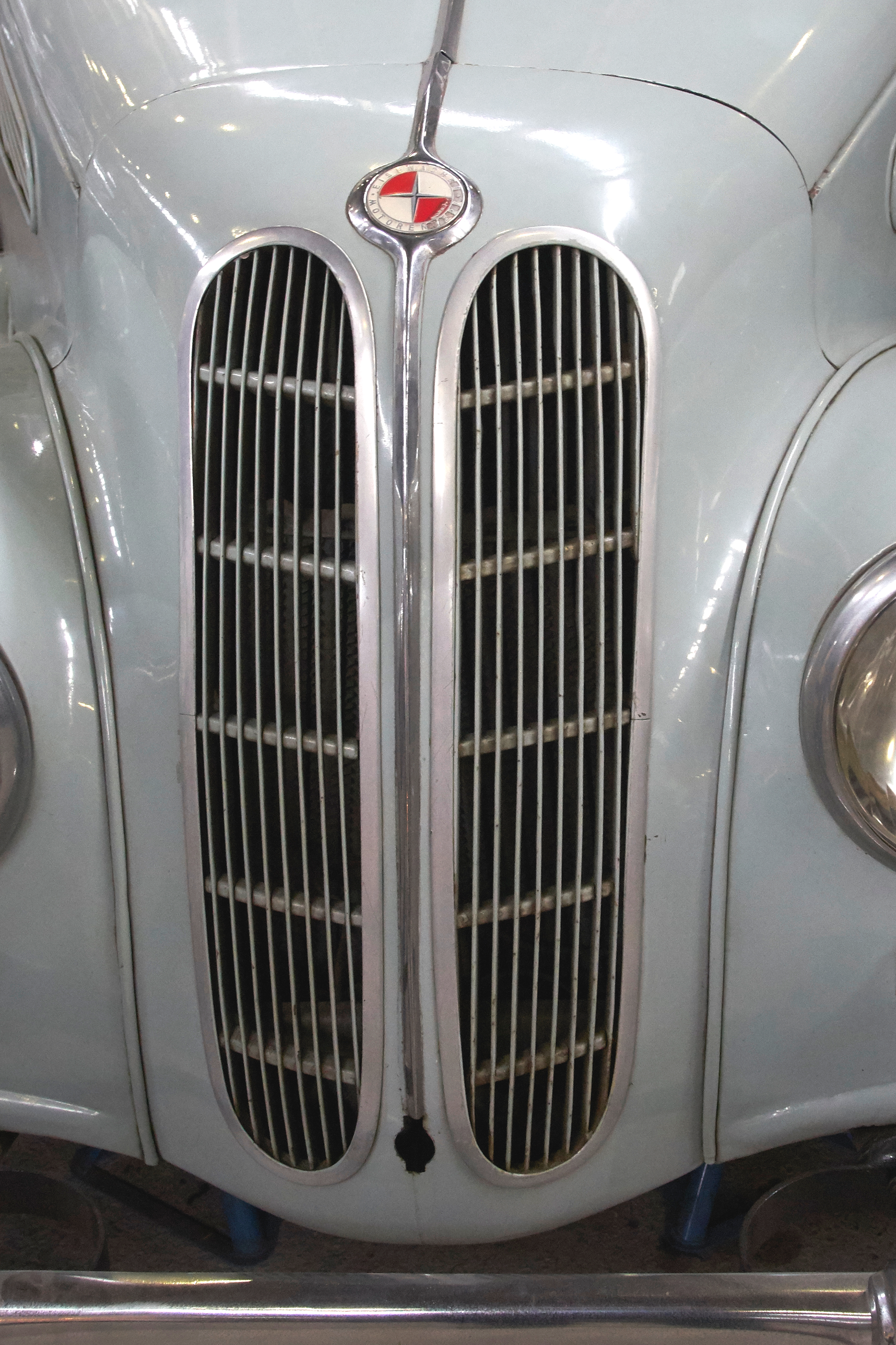
Avant de l’EMW 327 avec le logo EMW

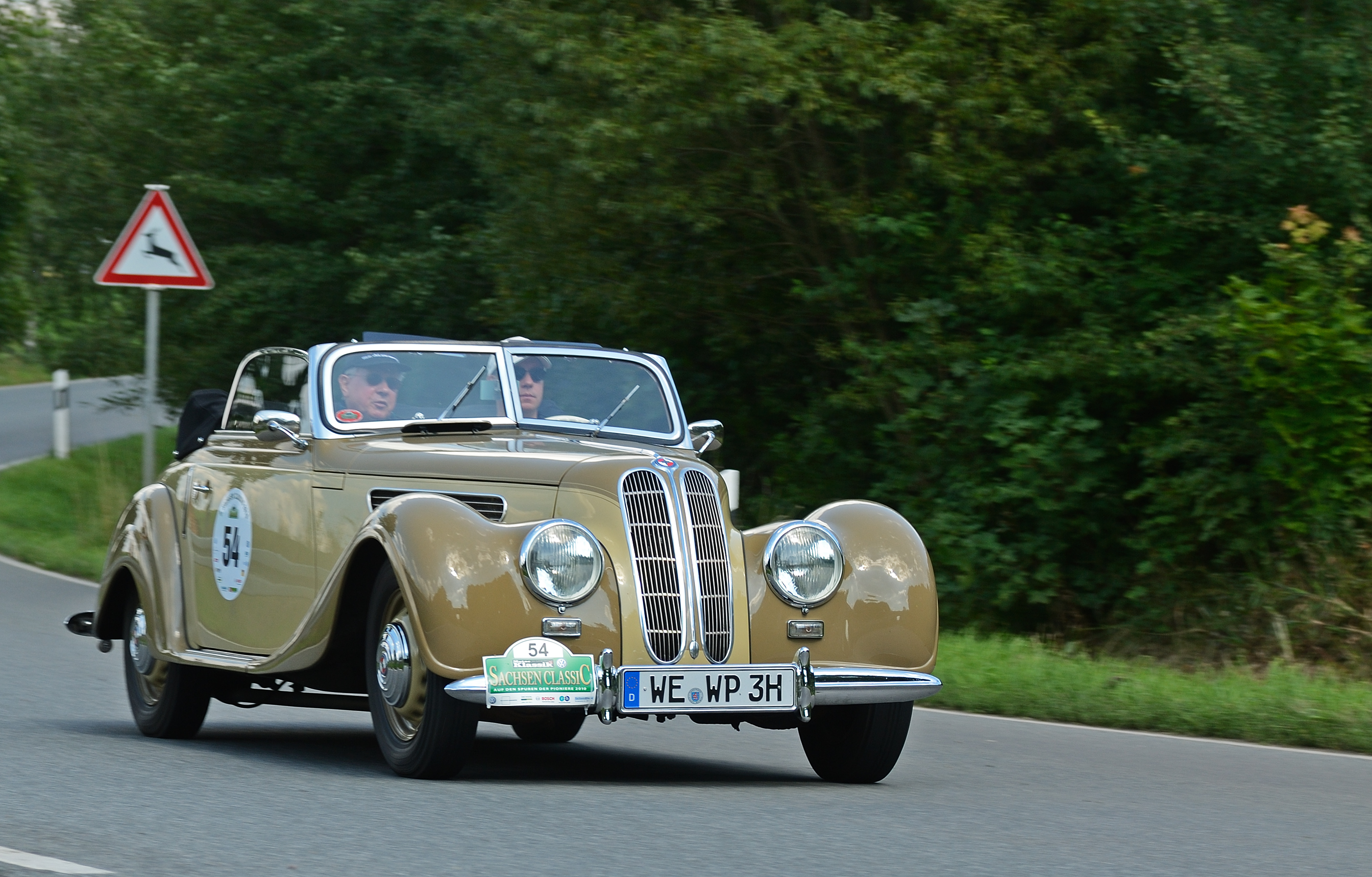
EMW 327/2 cabriolet de 1954

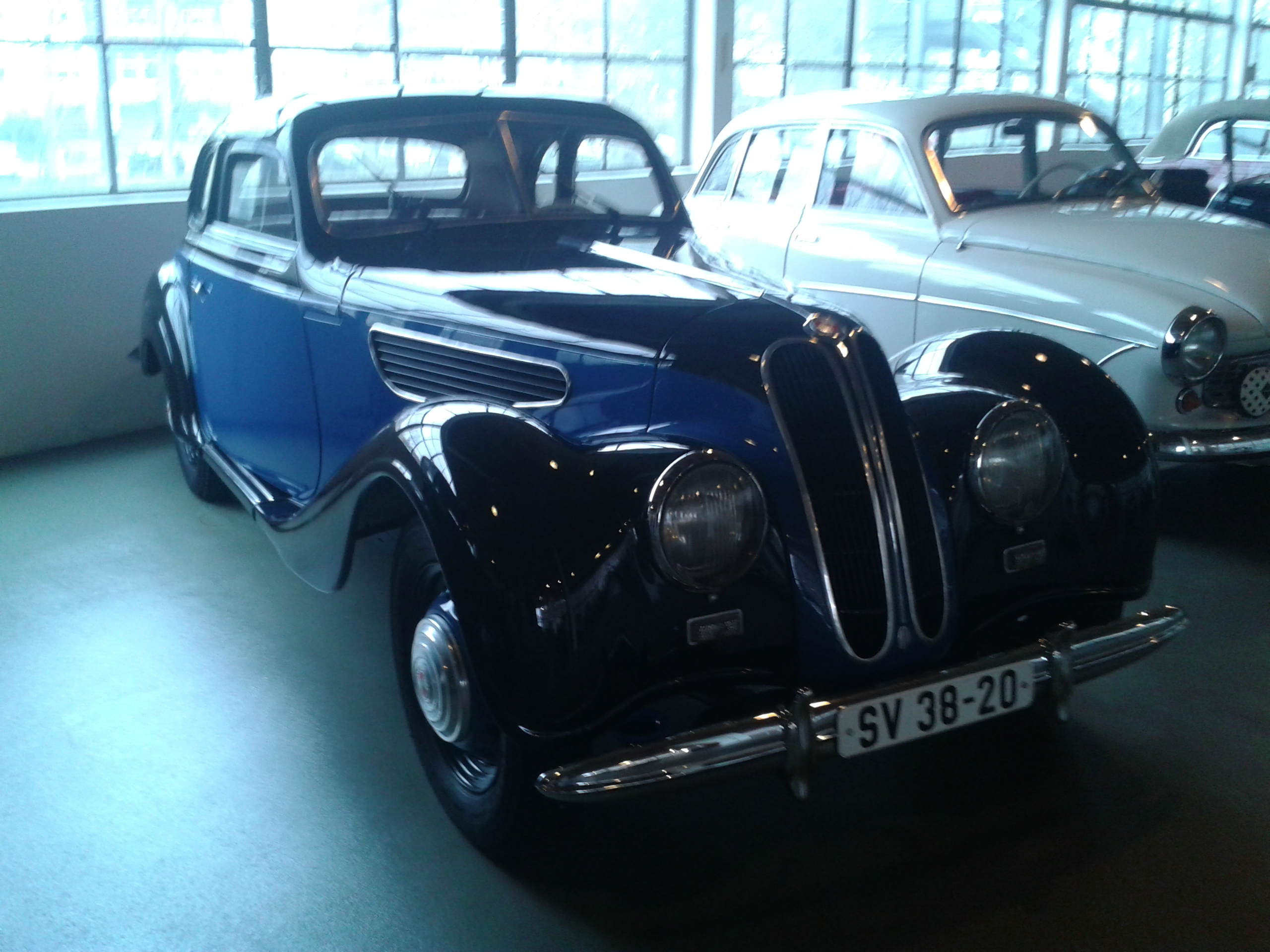
EMW 327/3 coupé de 1955

Dans les années d’après-guerre, l’usine automobile d’Eisenach, dont 60% a été détruite, a été reconstruite - d’abord sous l’administration soviétique, puis plus tard en tant qu’entreprise de l’Association industrielle pour la construction de véhicules. Après un différend juridique avec le groupe BMW désormais ouest-allemand, le nom a été changé en Eisenacher Motoren Werke (EMW) en juin 1952. À peu près au même moment, la production de la 327 d’avant-guerre presque inchangée avait repris sous le nom d’EMW 327.
Au cours de la production chez EMW, la forme du capot a été modifiée, à l’origine, il atteignait les parties latérales de l’avant et pouvait être déverrouillé avec une poignée à gauche et à droite à l’avant. Cela signifie que les véhicules dont le capot n’est pas rabattu sur le côté et qui peut être déverrouillé de l’intérieur sont toujours des EMW (pas d’espace sous les grilles d’aération latérales). De plus, chez EMW, une nervure de carrosserie a été introduite sur les passages de roue dans les ailes. Les BMW d’avant-guerre et les BMW/EMW d’après-guerre assemblées à partir de stocks restants n’ont pas cette nervure. De plus, le tableau de bord modernisé de l’EMW 340 et son levier de vitesse au volant ont été adoptés.
La production des EMW 327 cabriolets (sous la désignation EMW 327/2) a été transférée d’Eisenach à la carrosserie de Dresde en 1952. L’usine d’Eisenach a continué à livrer les châssis et les moteurs à Dresde à cet effet. Un peu plus de 500 unités ont été fabriquées de 1952 à 1955.
Une version coupé de la 327 (sous la désignation 327/3) a également été fabriquée à la main entre 1953 et 1955. Sur le coupé, les portes étaient également articulées vers l’avant. 152 exemplaires ont été construits, principalement pour l’exportation.

## Frazer-Nash BMW 327
Le constructeur anglais de voitures de sport Frazer-Nash a repris le programme de vente de BMW en 1935. Il importa initialement les véhicules, mais les fabriqua lui-même sous licence pour le marché britannique depuis 1938 jusqu’à ce que Bristol prenne le relais en juillet 1945. À l’exception de la conduite à droite, la 327 était en grande partie la même que le modèle d’avant-guerre de BMW.

## Bristol 400
Après la Seconde Guerre mondiale, la conception de la BMW 327 a été reprise par les britanniques de Bristol Aeroplane Company, qui ont démarré leurs activités de construction automobile avec ce modèle. La société Bristol Cars a produit et vendu le véhicule avec la carrosserie coupé à partir de 1947 sous le nom de Bristol 400. Le moteur a été utilisé avec de nombreuses modifications jusqu’en 1961 dans la Bristol 406 et le châssis, qui n’a guère changé dans sa structure de base, formait encore l’ossature de la Blenheim construite jusqu’en 2011.